# (33445) 1999 FB21
1999 FB21 (asteroide 33445) é um asteroide da cintura principal. Possui uma excentricidade de 0.01441750 e uma inclinação de 3.06425º.
Este asteroide foi descoberto no dia 23 de março de 1999 por Stefano Sposetti em Gnosca.